# Jules Genicot
Pour les articles homonymes, voir Genicot.
Jules Genicot (1852-1929) est un homme politique belge.

## Biographie
Jules Genicot était chef-comptable au quotidien bruxellois L'Étoile belge appartenant à la famille Madoux, d'Auderghem. Il aboutit ainsi logiquement dans la commune où cette famille fortement influente était également propriétaire de la brasserie Chasse Royale et où il fut pour la première fois élu conseiller communal, en 1890. Auderghem comptait alors 3200 habitants dont à peine 310 avaient le droit de vote.
Il devint échevin en 1899, charge qu'il exerça jusqu'en 1904, lorsque son employeur, Charles Madoux, devint bourgmestre. 
Au sortir des élections suivantes, en 1907, il fut lui-même nommé septième bourgmestre d'Auderghem. Son premier échevin était alors Félix Govaert, qui lui succèdera.
Jules Genicot a habité plus de 50 ans à Auderghem. Il mourut dans la villa qu'il s'était fait construire au boulevard du Souverain au coin de l'avenue qui porte son nom.
Il est inhumé à Auderghem.

## Fonctions politiques
- 1890-1899 : conseiller communal à Auderghem
- 1899-1904 : Echevin à Auderghem
- 1907-1911 : Bourgmestre d'Auderghem